# Malcolm Boyd
Malcolm Boyd (Buffalo, Nueva York, 8 de junio de 1923-Los Ángeles, 27 de febrero de 2015) fue un sacerdote de la Iglesia episcopal en los Estados Unidos. Fue un importante activista del movimiento por los derechos civiles en Estados Unidos, participó activamente en las protestas contra la guerra de Vietnam y, a partir de su declaración pública de su homosexualidad, fue también un portavoz de las reivindicaciones homosexuales.
En 1965, Boyd publicó el libro de oraciones Are You Running with Me, Jesus?, que se convirtió en un superventas en Estados Unidos. En 2013 fue el escritor en residencia de la catedral de San Pablo de Los Ángeles.

## Juventud
Hijo de la modelo Beatrice Lowrie y del financiero y gestor de inversiones Melville Boyd, su abuelo paterno (también llamado Malcolm) era sacerdote episcopaliano. Su abuelo materno era, sin embargo, judío. Boyd fue educado dentro de la iglesia episcopaliana.
A principios de la década de 1930 los padres de Boyd se divorciaron. La custodia de su hijo correspondió a la madre. Boyd se trasladó con su madre a Colorado Springs, Colorado y, después, a Denver.
Durante sus años universitarios, tras unas iniciales inquietudes espirituales, se proclamó ateo. En la década de 1940 Boyd se trasladó a Hollywood, donde alquiló una habitación por 15 dólares semanales en una pensión de la Avenida Franklin. Boyd tenía muy pocas posesiones y una sola camisa, pero finalmente consiguió un puesto de productor en una importante empresa. Tuvo gran éxito en lo laboral y fundó la productora PRB con la estrella de Hollywood Mary Pickford como socia comercial. Al mismo tiempo, sentía que su vida espiritual no estaba colmada e hizo varias tentativas de dar sentido a su vida, incluso recurriendo a las iglesias.

## Sacerdocio
En 1951 Boyd ingresó en el seminario Church Divinity School of the Pacific, situado en Berkeley (California). Se graduó en 1954 y fue ordenado diácono. En 1955 continuó sus estudios en el extranjero, en Inglaterra y Suiza, y regresó a Los Ángeles para su ordenación sacerdotal. Amplió sus estudios en el seminario Union Theologial de Nueva York en 1956 y 1957, y escribió su primer libro, Crisis in Communication. En 1959, Boyd fue nombrado capellán de la Universidad Estatal de Colorado. En la década de 1960, Boyd se ganó el apodo Cura expresso (en inglés: Espresso Priest) por sus sesiones de lecturas religiosas en el club nocturno Hungri i de San Francisco, en los tiempos de renacer cultural que se conoció como  el Renacimiento de San Francisco. Se hizo tan popular que, como el propio Boyd reconoció en una entrevista para The Lavender Effect, el periódico San Francisco Chronicle le llamó en una ocasión Marlon Brando con alzacuello, debido a sus contactos en Hollywood y a su aspecto atractivo.

## Activismo
Boyd fue una prominente figura del movimiento por los derechos civiles en Estados Unidos y se destacó por defender la integración plena de la población negra, su igualdad y su derecho al voto. En 1961 participó en las acciones reivindicativas de los Viajeros de la libertad, que consistían en viajar en autobuses del Sur de los Estados Unidos en los que se incumplía las leyes que prohibían la segregación de viajeros. Influido por Viola Liuzzo, Boyd realizó también reuniones semanales en las que se hablaba de derechos humanos. Viola Liuzzo fue asesinada a tiros en Selma (Alabama) por el Ku Klux Klan cuando participaba en las marchas en favor del derecho al voto de los negros organizadas por el Comité Coordinador Estudiantil No Violento y la Conferencia Sur de Liderazgo Cristiano dirigida por Martin Luther King.
En 1963 Boyd asistió en Chicago a una conferencia sobre la integración racial en la que participaron representantes de distintas religiones, donde coincidió con Malcolm X. En esta conferencia, Malcolm X pronunció un discurso titulado El viejo negro y el nuevo negro en el que citó los reproches de Boyd a la organización por no haber invitado a nadie que se atreviera a defender posturas racistas ante, por ejemplo, un negro musulmán. Según Malcolm X, Boyd afirmó:

Un debate entre ellos (es decir, entre un racista blanco y un musulmán negro) habría sido sin duda amargo, pero habría logrado algo: sacar a la luz algunos de los verdaderos problemas. En esta conferencia no lo hemos logrado. Se ha desperdiciado el dinero con el que se podría haber traído a estas personas. No hemos hecho nada para resolver el problema racial ni en nuestras iglesias ni en nuestras comunidades.

Boyd también se opuso activamente a la Guerra del Vietnam, encabezó acciones de protesta y organizó toda clase de coloquios, conferencias y actos. Fue uno de los 17 activistas (entre los que también estaba  Daniel Berrigan) que fueron arrestados por intentar celebrar una misa por la paz en el Pentágono.

## Actividad literaria y periodística
Boyd formó parte del consejo asesor del Instituto White Crane, dedicado a la promoción de la cultura homosexual, y fue colaborador habitual de la revista publicada por este instituto, titulada White Crane.
Boyd escribió más de 30 libros, entre los que se encuentra su muy difundida colección de oraciones Are You Running with Me, Jesus? (1965), que fue todo un éxito editorial y proporcionó a Boyd una gran fama y atención pública que conservó toda su vida.
Fue escritor en residencia de la Diócesis de Los Ángeles.
Hasta su muerte escribió una columna en el The Huffington Post.

## Últimos años
En 1977 Boyd salió del armario. Fue uno de los primeros sacerdotes importantes que hizo pública su homosexualidad en los Estados Unidos. En la década de 1980 Boyd conoció al escritor, periodista y activista gay Mark Thompson, quien fue su pareja durante al menos 30 años. Se casaron en 2013. Boyd consideraba su relación de pareja y matrimonio con Thompson como uno de los más satisfactorios y plenos aspectos de su vida. La pareja Boyd-Thompson estableció su residencia en el barrio angelino de Silver Lake).
Entre ellos había una notable diferencia de edad, ya que Mark Thompson era 30 años menor que Boyd.
A los 91 años, Boyd murió el 27 de febrero de 2015 en Los Ángeles por las complicaciones de una neumonía.

## Libros
- Crisis in Communication (Doubleday, 1957)
- Christ and Celebrity Gods (Seabury, 1958)
- Focus: Rethinking the Meaning of Our Evangelism (Morehouse-Barlow, 1960)
- If I Go Down to Hell (Morehouse-Barlow, 1962)
- The Hunger, the Thirst (Morehouse-Barlow, 1964)
- Are You Running with Me, Jesus? (Holt, Rinehart & Winston, 1965/40th anniversary edition, 2005), became a bestseller
- Free to Live, Free to Die (Holt, Rinehart & Winston, 1967)
- Malcolm Boyd's Book of Days (Random House, 1968)
- The Fantasy Worlds of Peter Stone and Other Fables (Harper & Row, 1969)
- As I Live and Breathe (Random House, 1969)
- My Fellow Americans (Holt, Rinehart & Winston, 1970)
- Human Like Me, Jesus (Simon and Schuster, 1971)
- The Lover (Word Books, 1972)
- The Runner (Word Books, 1974)
- The Alleluia Affair (Word Books, 1975)
- Christian: Its Meanings in an Age of Future Shock (Hawthorn, 1975)
- Am I Running with You, God? (Doubleday, 1977)
- Take Off the Masks (Doubleday, 1978; rev. ed. HarperCollins 1993, White Crane Books 2008)
- Look Back in Joy (Gay Sunshine Press, 1981; rev. ed. Alyson, 1990)
- Half Laughing, Half Crying (St. Martin's Press, 1986)
- Gay Priest: An Inner Journey (St. Martin's Press, 1986)
- Edges, Boundaries and Connections (Broken Moon Press, 1992)
- Rich with Years: Daily Meditations on Growing Older (HarperCollins, 1994)
- Go Gentle Into That Good Night (Genesis Press, 1998)
- Simple Grace: A Mentor's Guide to Growing Older (Westminster John Knox, 2001)
- Prayers for the Later Years (Augsburg, 2002)
- A Prophet in His Own Land: The Malcolm Boyd Reader (edited by Bo Young/Dan Vera) (White Crane Books, 2008)

### Obras editadas por Malcolm Boyd
- On the Battle Lines: A Manifesto for Our Times (Morehouse-Barlow, 1964)
- The Underground Church (Sheed & Ward, 1968)
- When in the Course of Human Events (con Paul Conrad, Sheed & Ward, 1973)
- Amazing Grace: Stories of Lesbian and Gay Faith (con  Nancy L. Wilson, Crossing Press, 1991)
- Race & Prayer: Collected Voices, Many Dreams (con Chester Talton, Morehouse, 2003)
- In Times Like These… How We Pray (con J. Jon Bruno, Seabury, 2005)